# Christopher Karloff
Christopher Karloff (Leicester, ...) è un musicista inglese, ex membro fondatore dei Kasabian.

## Biografia
Unico compositore dei testi della band insieme a Sergio Pizzorno, fonda i Kasabian nel 1997, inizialmente sotto il nome "Saracuse", con il cantante Tom Meighan, il bassista Chris Edwards e Pizzorno. Dopo aver pubblicato il primo album omonimo nel 2004 e un album dal vivo nel 2005, Karloff lascia la band nel luglio 2006.
I Kasabian annunciarono l'uscita dal gruppo di Karloff sul loro sito web:
Tuttavia Tom Meighan tenne a precisare, in un'intervista, che la separazione di Karloff è stata amichevole, ed espresse tutto il suo rammarico per la sua dipartita. In un'intervista del 2007 aggiunse che in quel periodo Christopher si stava già allontanando di per sé dalla band perché era stanco dei frequenti tour e voleva trasferirsi a New York per potersi sposare con la fidanzata.
Prima di lasciare la band Karloff contribuì alla scrittura di tre brani di Empire, secondo album in studio dei Kasabian, ovvero Stuntman, By My Side e la title track Empire, primo singolo estratto dall'album.
Nel 2006 torna a collaborare con Sergio Pizzorno suonando nel brano The Tiger di DJ Shadow, dal suo terzo album in studio The Outsider.
Dal 2011 Karloff è il frontman del trio musicale Black Onassis, che ha fondato a New York con il bassista Nick Forde e il batterista Brad Conroy. Successivamente Conroy ha lasciato la band, e i Black Onassis hanno continuato come duo. Nel 2013 il gruppo ha pubblicato il suo primo album, intitolato Desensitized.

## Discografia

### Con i Kasabian
- 2004 – Kasabian
- 2005 – Live from Brixton Academy
- 2006 – Empire (come compositore di 3 tracce)

### Con i Black Onassis
- 2013 – Desensitized